# هانس شويرتزر
هانس شويرتزر (بالألمانية: Hans Herbert Schweitzer)‏ هو مصمم جرافيك ورسام توضيحي ألماني، ولد في 25 يوليو 1901 في برلين في ألمانيا، وتوفي في 15 سبتمبر 1980 في لنداشتول في ألمانيا.

## روابط خارجية
- هانس شويرتزر على موقع مونزينجر (الألمانية)
- هانس شويرتزر على موقع أوليمبيديا (الإنجليزية)